# Міжнародна премія імені Олеся Гончара
Міжнародна українсько-німецька літературна премія імені Олеся Гончара (син. Міжнародна недержавна українсько-німецька літературна премія імені Олеся Гончара на найкращий твір молодого автора) — літературна премія, заснована 1996 року німецькими меценатами (письменницею Тетяною Куштевською і підприємцем Дітером Карренбергом) та Національною спілкою письменників України.
Присуджують щорічно в таких номінаціях: «Проза (роман, повість)», «Мала проза (цикл оповідань, новел)», «Поезія», «Літературознавча праця, присвячена творчості Олеся Гончара», «Публіцистика».
На конкурс приймаються як вже друковані, так і ще не оприлюднені твори україномовних авторів віком до 30 років, які живуть в Україні та за її межами.
Рішення ухвалює журі, до якого входять Тетяна Куштевська, Валентина Гончар, Наталія Бьорнер, Леся Гончар, Олександр Балабко. Голова журі від 2022 року — Дмитро Чистяк. Раніше журі очолювали Іван Драч і Петро Перебийніс.
Урочисте вручення нагород переможцям традиційно відбувається 3 квітня — в день народження Олеся Гончара. 2020 року церемонія була перенесена на 6 жовтня, а 2022 відкладена через воєнний стан.

## Лауреати премії

### 1998 рік
- Олена Єфимчук — за збірку новел «Юрба».
- Редакція журналу «Київ» — за підтримку молодих талантів.

### 1999 рік
- Наталя Городнюк (Дніпропетровськ) — за літературознавчу працю «Тронка» Олеся Гончара як «модус пасторальної утопії».
- Ольга Кирилова (Київ) — за цикл оповідань «Листи без адреси».
- Михайло Рутинський (Львів) — за роман «Сини Борисфена».

### 2000 рік
- Видавництво «Веселка» (Київ) — за видання творів Олеся Гончара для юнацтва та підтримку молодих письменників.
- Тимур Литовченко (Київ) — за повість «Дульцінея».
- Сергій Лук'яненко (Харків) — за літературознавчу працю «Образ-символ „собор“ в однойменному романі Олеся Гончара».
- Ганна Мельниченко (Умань) — за літературознавчу працю «Ідеал українця у творчості Олеся Гончара».

### 2001 рік
- Олександр Міщенко — за цикл оповідань «Попереду хвилі».
- Тетяна Примак — за дослідження «Олесь Гончар і Запоріжжя».
- Володимир Пузій (Київ) — за роман «Все наше життя».

### 2002 рік
- Дмитро Бачевський — за серію філософських новел «Спокушення світу».
- Дарина Березіна (Миколаїв) — за цикл поетичних новел «Рудий янгол».
- Кванталіані Гоча (Тбілісі, Грузія) — за цикл літературознавчих досліджень «Олесь Гончар та грузинська література».
- Вікторія Мельник (Донецька область) — за роман «Я покохаю тебе завтра».

### 2003 рік
- Василь Зима (Київ) — за роман «Гра в піжмурки».
- Володимир Шапіро (Запоріжжя) — за дослідження «Духовний світ Олеся Гончара».
- Юрій Шинкаренко (Київ) — за роман «Терор».

### 2004 рік
- Василь Бурлачко (Запоріжжя) — за літературознавчу працю «Проявлення слова, Божої любові й людської совісті у творчості Олеся Гончара».
- Тетяна Винник (Ніжин) — за збірку поезій «Гетсиманська молитва».
- Оксана Зелік (Полтава) — за літературознавчу працю «Літературознавчі студії Олеся Гончара».
- Юрій Сичук (Луцьк) — за повість «Час диявола».
- Літературно-інтелектуальне товариство «Скляна куля» — за колективну збірку прози та поезії.

### 2005 рік
- Анастасія Добровольська — за роман «Якого кольору твоя душа».
- Дмитро Дроздовський (Київ) — за книжку «Космічна мова людської душі».
- Марина Павленко — за цикл оповідань «Як дожити до ста».
- Іван Підгірний — за повість «Ініціація».
- Тетяна Сагайдак — за дослідження "До історії написання роману Олеся Гончара «Собор».
- Антоніна Тимченко — за цикл поезій «Чекаю чистої води».

### 2006 рік
- Оксана Бойко — за книгу новел «Полювання на новий день».
- Олена Довженко — за дослідження «Проблема національного характеру у творах Олеся Гончара про війну».
- Ольга Кудінова — за книгу поезій «А в мого солов'я незрадлива душа».
- Наталя Мартиненко — за роман «Марення білогарячого».
- Редакція інформаційного бюлетеня «Смолоскип» — за висвітлення життя творчої молоді.

### 2007 рік
- Леся Воронюк — за цикл оповідань «Крила».
- Ганна Костенко — за цикл оповідань «Медуза у хмарах».
- Ольга Куцевська — за творчу роботу «Дискурс само редагування Олесем Гончарем публіцистичного твору».
- Володимир Петрашик — за дослідження «Олесь Гончар і його творчість у сприйнятті сучасних йому митців».
- Оксана Сергієнко — за публіцистичний цикл «Повертаючись у травень».
- Софія Стасюк — за збірку поезій «Температура тиші».
- Ірина Хомин — за роман «Сповідь».
- Наталя Чибісова — за роман «Лев узимку».
- Анастасія Шевердіна — за роман-фентезі «На краю фантазии».

### 2008 рік
- Анна Багряна (Київ) — за роман «За Габією, або Усупереч забобонам» («Етимологія крові»).
- Євген Букет (Київ) — за цикл публіцистичних статей «Люди від землі».
- Інна Данилюк (Житомир) — за збірку новел «Заплакані троянди».
- Марія Дружко (Дніпродзержинськ) — за роман «Шейла».
- Ольга Куцевська (Луганськ) — за літературознавче дослідження «Дискурс авторського редагування публіцистичних текстів на матеріалі творчості Олеся Гончара».
- Наталя Шульська (Луцьк) — за збірку поезій «Веснянофілка».

### 2009 рік
- Катерина Галич (Мелітополь) — за літературознавче дослідження «Антивоєнний роман Еріха Марії Ремарка й Олеся Гончара: проблеми типології».
- Сергій Зубець (Миколаїв) — за збірку віршів «Під тим самим сонцем».
- Василь Карп'юк (с. Брустури Косівського району Івано-Франківської обл.) — за збірку оповідань «Найближча зоря».
- Ірися Ликович (Ужгород) — за роман «Твоя дитинка».
- Анна Малігон (Київ) — за поетичну книжку «Сценарій вічності».
- Віталій Меншиков (Ден Княжич) (Луганськ) — за роман «Аня Дарк».
- Оксана Радушинська (м. Старокостянтинів, Хмельницька обл.) — за збірку віршів і прозових мініатюр «Українські свята»[3].
- Олеся Сандига (Бровари) — за збірку літературно-критичних статей «Гармонія дисонансів» і публікації в пресі.
- Інна Сироїд (Київ) — за монографічне дослідження «Громадсько-політична діяльність Олеся Гончара».
- Світлана Хопта (Івано-Франківськ) — за збірку оповідань «Мовою любові».

### 2010 рік
- В'ячеслав Левицький (Київ) — за низку публікацій «Сюїта для приборканих рингтонів».
- Діана Попкова (Одеса) — за оповідання «Свавілля карнавалу».
- Іван Рябчій (Київ) — за оповідання «Макабр».
- Олена Сердюк (селище Михайло-Коцюбинське Чернігівської області) — за роман «Обвисле небо».
- Ольга Смольницька (Сімферополь) — за поетичну збірку «Остання жриця».
- Олександр Стусенко (смт Буча, Київщина) — за поетичну збірку «Бунт праху».
- Дмитро Чистяк (Київ) — за збірку поетичних перекладів та поезій «Надсадний сад».
- Ярослав Яріш (с. Ралівка, Самбірський район Львівської області) — за роман «Руська Правда».

### 2011 рік
- Олександра Басько (Вінниця) — за роман «Портал».
- Альона Дроздова (м. Луганськ) — за літературознавче дослідження «Олесь Гончар — редактор власних художніх творів».
- Олена Козаченко (м. Коломия, Івано-Франківська обл.) — за «Роман без слів».
- Катерина Міщук (Київ) — за збірку поезій «Зимописи».
- Ірина Шувалова (Київ) — за збірку поезій «Ран».

### 2012 рік
- Тетяна Троїцька (м. Харків) — за роман «Аквамарин для Водолеї».
- Марина Троян (м. Золотоноша) — за роман «Збій».
- Мирослав Лаюк (м. Київ) — за збірку поезій «Осоте».
- Людмила Дядченко (м. Київ) — за збірку поезій «Плата за доступ».
- Люцина Хворост (м. Харків) — за цикл оповідань «Шукайте свою подорож».
- Валерія Олондар (м. Київ) — за літературознавчу працю «Сила слова Олеся Гончара».
- Валентина Гальянова (с. Лука-Мелешківська, Вінницька обл.) — за цикл публіцистичних етюдів «Химеросховище»;
- Марина Єщенко (с. Великий Кобелячок, Полтавська обл.) — за збірку публіцистичних портретів «ЖиттЯ моЄ!».

### 2013 рік
- Олена Герасим'юк, (м. Київ) — за збірку поезій «Глухота».
- Тарас Ілля (м. Київ) — за збірку поезій «Коріння океану».
- Марія Хімич (с. Тетерівка, Житомирський район, Житомирська обл.) — за повість «Байстрючка».
- Наталя Лиса (Ната Чайковська) (с. Смолява, Горохівський район, Волинська обл.) — за збірку новел «По суті».
- Леся Павленко (с. Петропавлівська Борщагівка, Києво-Святошинський район, Київська обл.) — за збірку оповідань «Жоржиновий бог».
- Юрій Гай (м. Біла Церква, Київська обл.) — за літературознавче дослідження "Письменники дивізії «Прапороносців».
- Ганна Чіпко (м. Київ) — за художньо-публіцистичні етюди «Примхи Амура».
- Світлана Гужва (Сторожівська) (с. Сторожове, Чутівський район, Полтавська обл.) — за збірку дитячої прози «У помасі лелечого крила».

### 2014 рік
- Євгенія Люба (м. Полтава) — за збірку поезій «Місто паломників»;
- Олександр Пушко (м. Полтава) — за збірку поезій «Етіологія тиші»;
- Катерина Красножон (м. Вишневе, Київська обл.) — за повість-легенду «Ключі до коріння»;
- Оксана Харун (м. Івано-Франківськ) — за збірку оповідань «Спроба»;
- Сніжана Божок (м. Корюківка, Чернігівська обл.) — за збірку статей «Обпалені пелюстки»;
- редакція альманаху «Соняшник» (кафедра журналістики і видавничої справи ЛНУ ім. Тараса Шевченка, гол. редактор — доктор філологічних наук, професор Валентина Галич) — за підтримку молодих талантів.

### 2015 рік
- Христина Козловська (с. Велика Кам'янка, Коломийський район, Івано-Франківська обл.) — за роман у новелах «Золотий ланцюжок»;
- Тетяна Синьоок (м. Золотоноша, Черкаська обл.) — за цикл новел «Білим по білому»;
- Дарина Гладун (м. Хмельницький) — за поетичну збірку «Січи-рубай-дерево»;
- Вано Крюґер (м. Київ) — за збірку «Зіґґі Фрейд & Ктулху»;
- Дар'я Пустовіт (м. Київ) — за літературознавче дослідження «Війна і мир у творчості Олеся Гончара»;
- Ксенія Кириндясова (м. Київ) — за аналіз подорожніх нарисів Олеся Гончара;
- Оксана Кривдюк (с. Будне, Шаргородський район, Вінницька обл.) — за збірку публіцистичних етюдів «Якщо зійде сонце».

### 2016 рік
- Олег Андрішко (с. Вітрівка, Криничанський район, Дніпропетровська обл.) — за іронічний, бурлескний, експериментальний роман «Пісня цапів»;
- Христя Ковар (м. Брно, Чехія) — за збірку оповідань «Біологія почуттів»;
- Микола Антощак (м. Вінниця) — за збірку поезій «Тисяча степових років»;
- Ігор Астапенко (м. Київ) — за збірку поезій «Лихотомія»;
- Алла Миколаєнко (м. Київ) — за збірку поезій «Затемнення води»;
- Аліна Конотоп (с. Великі Кринки, Глобинський район, Полтавська обл.) — за збірку нарисів та етюдів «Жінка на українських просторах»;
- Петро Червоний (м. Дніпропетровськ) — за дослідження «Босорканя. Страшилки з берегів Дніпра».

### 2017 рік
- Ганна Чіпко (м. Київ) — за роман «Гривна»;
- Марія Карп'юк (м. Київ) — за збірку «Дорога додому»;
- Кирило Поліщук (м. Кропивницький) — за збірку «Ліс, про який ніхто не знав»;
- Назарій Пічак (м. Івано-Франківськ) — за художньо-документальний нарис «Обличчя війни. (Антивоєнні уроки Олеся Гончара)»;
- Софія Мостова (с. Жизномир, Бучацький район, Тернопільська обл.) — за роботу «Олесь Гончар — захисник рідної мови».

### 2018 рік[4]
Номінація «Проза — роман або повість»
- Анастасія Нікуліна (м. Львів) — за роман «Сіль для моря, або Білий Кит».

Номінація «Цикл оповідань, новел»
- Юлія Ілюха (м. Харків) — за збірку оповідань «Неболови».

Номінація «Поезія»
- Марія Каплуновська (м. Хмельницький) — за збірку поезій «Різдвяна троянда».

Номінація «Літературознавча праця, присвячена творчості Олеся Гончара»
- Анастасія Гончаренко (м. Київ) — за літературознавче дослідження «На берегах вічності: роздуми над сторінками прози Олеся Гончара».

Номінація «Публіцистика»
- Олена Дмитерко (селище Веселе Веселівського району Запорізької області) — за художньо-документальну повість «Король палаючого неба».

Спеціальна відзнака «Надія»
- Христина Іванова (м. Київ) — за повість «Початок».

### 2019 рік[5]
- Номінація «Проза» (роман чи повість): Назар Мулик (м. Козятин, Вінницька область) — за роман «Кров Дракона».
- Номінація «Проза» (збірка оповідань): Дмитро Зозуля (м. Костянтинівка, Донецька область) — за збірку оповідань «Етюди потворного»; Марія Косян (м. Київ) — за збірку оповідань «Куди не їздять потяги».
- Номінація «Поезія»: Леля Покотиполе (Ольга Крамарь; м. Дніпро) — за збірку поезій «Повстанське радіо».
- Номінація «Публіцистика»: Назарій Заноз (м. Теребовля, Тернопільська область) — за збірку художньо-документальних нарисів «Місто як світ».
- Заохочувальна премія: Марія Слободяник (м. Кам'янське, Дніпровська область) — за літературознавчу працю «Поезія Апостолівщини».

### 2020 рік
- Номінація «Проза» (збірка оповідань чи новел): Влад Сорд (Гранецький-Стафійчук Владислав; м. Вінниця) за збірку оповідань «Безодня».[1]
- Номінація «Поезія»: Сажинська Ірина — поетеса, перекладач, ілюстратор (м. Запоріжжя) — за збірку поезій «Cor humanum».
- Номінація «Літературна праця, присвячена творчості Олеся Гончара»: Красножон Катерина — аспірантка Київського національного університету імені Тараса Шевченка (м. Вишневе, Київська обл.) — за науково-популярну літературознавчу працю «„Чорний яр“ Олеся Гончара: ритміка контрастів».[6]

### 2021 рік
- Півненко Олена — за роман «Єлень. Пряжа долі».[7][8]

### 2022 рік[2]
- Номінація «Проза» (роман чи повість): Ігор Дорошенко, роман «Вітя німець, або інструкція з ремонту корпусів».
- Номінація «Проза» (збірка оповідань): Микита Григоров
- Номінація «Поезія»: Віталій Білозір, рукопис збірки віршів «Паперовий хлопчик»

### 2023 рік[9]
- Номінація «Велика проза» — збірка повістей «У дзеркальній сповідальні», Тарас Голота (м. Київ);
- Номінація «Мала проза» — збірка новел «Поки сонце росте», Богдан Гасюк (м. Івано-Франківськ);
- Номінація «Поезія» — збірка поезій «Передмовчання», Станіслав Новицький (м. Кропивницький);
- Номінація «Публіцистика» — добірка есеїв «Альбом, у якому — ти», Любомир Лесонін (м. Львів);
- Номінація «Літературознавча праця, присвячена творчості Олеся Гончара» — розвідка «Якась вища сила зберігає мене…», Захар Зіненко (смт. Козельщина, Полтавська обл.).

### 2024 рік[10]
- Номінація «Велика проза» — роман «Настина могила», Анастасія Тарканій (с. Рокосово, Закарпатська обл.);
- Номінація «Мала проза» — повість «Мангеттенська елегія», Алла Качанівська (Сердюк) (м. Запоріжжя — Нью-Йорк);
- Номінація «Поезія» — збірка поезій «Польоти над прірвою», Ада Єлагіна (м. Кривий Ріг);
- Номінація «Публіцистика» — добірка есе «Спокуса відчувати», Євген Жураковський (с. Угорники, Івано-Франківська обл.);
- Номінація «Літературознавча праця, присвячена творчості Олеся Гончара» — цикл гончарознавчих праць Вадима Закорка (м. Суми) і Дмитра Коляденка (м. Берислав, Херсонська обл.).

### 2025 рік[11][12]
- Номінація «Велика проза» — Іван Бережний (м. Київ) за роман «Портер чи Айріш Стаут»;
- Номінація «Мала проза» — Владислав Петренко (м. Харків) за добірку оповідань «Екран»;
- Номінація «Поезія» — Максим Чурков (м. Дніпро) за збірку поезій «Сік вишні» та Вікторія Краснікова (Київ — Варшава) за збірку поезій «Слізно до саду»;
- Номінація «Публіцистика» — Марія Максим'як (м. Вінниця) за добірку «Щоденник війни».